# گرینبوش (مینه‌سوتا)
گرینبوش، مینه‌سوتا (به انگلیسی: Greenbush, Minnesota) یک شهر در ایالات متحده آمریکا است که در شهرستان روسو، مینه‌سوتا واقع شده‌است.

## خصوصیات
گرینبوش ۳٫۹۱ کیلومترمربع مساحت و ۷۱۹ نفر جمعیت دارد و ۳۲۸ متر بالاتر از سطح دریا واقع شده‌است.